# Exploding Customer
Exploding Customer är en svensk frijazz-grupp. Gruppen består av Martin Kuchen, Tomas Hallonsten, Benjamin Quigley och Kjell Nordeson. Gruppen har släppt flera skivor och turnerat både i och utanför Sverige.

## Diskografi
- 2002 – Live at Glenn Miller Café
- 2006 – Live at Tampere Jazz Happening
- 2007 – At Your Service